# Ranunculus sosnowskyi
Ranunculus sosnowskyi är en ranunkelväxtart som beskrevs av Kemul.-nath.. Ranunculus sosnowskyi ingår i släktet ranunkler, och familjen ranunkelväxter. Inga underarter finns listade i Catalogue of Life.